# Vincenzo Cavazzana
Vincenzo Cavazzana (Borgosatollo, 23 dicembre 1967) è un allenatore di pallacanestro ed ex cestista italiano.

## Carriera
La sua carriera da viceallenatore inizia nel 2008, in B1 con il Lumezzane. Dopo due stagioni, passa con il San Severo in LegaDue.
Con Montegranaro, nella stagione 2011-12, avviene il suo esordio in Serie A, sempre con mansioni da viceallenatore.
L'anno successivo si trasferisce all'Aquila Basket Trento, accettando si scendere in LegaDue e vincendo la Coppa Italia di categoria.
Nella stagione 2013-14 conquista il primo posto nella Divisione Nazionale A Gold e, al termine dei play-off, ottiene la promozione in Serie A.
È stato il vice-allenatore di Trento in tutte le sue stagioni di Serie A.